# Torneo femenino de fútbol en los Juegos Bolivarianos de 2009
El torneo femenino de fútbol fue una de las disciplinas deportivas en los XVI Juegos Bolivarianos de 2009. Comenzó el 16 de noviembre y culminó el 29 de noviembre de 2009. Los participantes fueron las selecciones femeninas de categoría absoluta.

## Equipos participantes
| Equipos participantes | Equipos participantes | Equipos participantes |
| --------------------- | --------------------- | --------------------- |
| Bolivia               | Colombia              | Ecuador               |
| Perú                  | Venezuela             |                       |

## Resultados
| Equipo    | Pts | PJ | PG | PE | PP | GF | GC | Dif |
| --------- | --- | -- | -- | -- | -- | -- | -- | --- |
| Colombia  | 12  | 4  | 4  | 0  | 0  | 10 | 3  | 7   |
| Ecuador   | 9   | 4  | 3  | 0  | 1  | 7  | 2  | 5   |
| Venezuela | 6   | 4  | 2  | 0  | 2  | 6  | 6  | 0   |
| Bolivia   | 1   | 4  | 0  | 1  | 3  | 5  | 10 | -5  |
| Perú      | 1   | 4  | 0  | 1  | 3  | 4  | 11 | -7  |

| 16 de noviembre de 2009 | Colombia                                                           | 3:1     | Perú    | Estadio Olímpico Patria, Sucre |  |
|                         | Carolina Arias 35' · Catalina Usme 65' (pen.) · Gisela Arrieta 87' | Reporte | Anotado |                                |  |

| 16 de noviembre de 2009 | Ecuador           | 2:0 | Bolivia | Estadio Olímpico Patria, Sucre |  |
|                         | Anotado · Anotado |     |         |                                |  |

| 18 de noviembre de 2009 | Colombia                             | 2:0     | Venezuela | Estadio Olímpico Patria, Sucre |  |
|                         | Tatiana Ariza 5' · Catalina Usme 88' | Reporte |           |                                |  |

| 18 de noviembre de 2009 | Perú              | 2:2 | Bolivia           | Estadio Olímpico Patria, Sucre |  |
|                         | Anotado · Anotado |     | Anotado · Anotado |                                |  |

| 20 de noviembre de 2009 | Colombia                  | 1:0     | Ecuador | Estadio Olímpico Patria, Sucre |  |
|                         | Kelis Johana Peduzine 11' | Reporte |         |                                |  |

| 20 de noviembre de 2009 | Perú    | 1:3 | Venezuela                   | Estadio Olímpico Patria, Sucre |  |
|                         | Anotado |     | Anotado · Anotado · Anotado |                                |  |

| 22 de noviembre de 2009 | Perú | 0:3 | Ecuador                     | Estadio Olímpico Patria, Sucre |  |
|                         |      |     | Anotado · Anotado · Anotado |                                |  |

| 22 de noviembre de 2009 | Bolivia | 1:2 | Venezuela         | Estadio Olímpico Patria, Sucre |  |
|                         | Anotado |     | Anotado · Anotado |                                |  |

| 24 de noviembre de 2009 | Ecuador           | 2:1 | Venezuela | Estadio Olímpico Patria, Sucre |  |
|                         | Anotado · Anotado |     | Anotado   |                                |  |

| 24 de noviembre de 2009 | Bolivia           | 2:4     | Colombia                                                              | Estadio Olímpico Patria, Sucre |  |
|                         | Anotado · Anotado | Reporte | Kelis Johana Peduzine 5', 16' · Catalina Usme 45' · Tatiana Ariza 48' |                                |  |

|                              |
| Bandera de Colombia          |
| Campeón Colombia 1.er título |

## Medallero
| Evento          |          |         |           |
| --------------- | -------- | ------- | --------- |
| Fútbol femenino | Colombia | Ecuador | Venezuela |